# Moritz Heyer
Moritz Heyer (* 4. April 1995 in Ostercappeln) ist ein deutscher Fußballspieler, der bei Fortuna Düsseldorf unter Vertrag steht.

## Karriere

### Anfänge
In seiner Jugend spielte Heyer u. a. für den 1. FCR Bramsche. Nach drei Jahren beim TSV Wallenhorst wechselte er mit dreizehn Jahren zum VfL Osnabrück. Dort spielte er u. a. mit den B1-Junioren (U17) und A-Junioren (U19) in der B-Junioren- und A-Junioren-Bundesliga. Im September 2013 spielte Heyer erstmals mit der zweiten Mannschaft in der fünftklassigen Oberliga Niedersachsen im Herrenbereich.

### Sportfreunde Lotte
Zur Saison 2014/15 wechselte Heyer von den Osnabrücker A-Junioren zu den Sportfreunden Lotte in die viertklassige Regionalliga West. Nachdem er unter dem Cheftrainer Michael Boris nicht zum Einsatz gekommen war, kam er unter dessen Nachfolger Ismail Atalan zum Saisonende auf 4 Einsätze (2-mal von Beginn), in denen er ein Tor erzielte.
In der Saison 2015/16 etablierte sich der defensive Mittelfeldspieler unter Atalan in der zweiten Saisonhälfte zum Stammspieler. Er trug 3 Tore in 26 Einsätzen (18-mal von Beginn) zur Meisterschaft in der Regionalliga West bei. In den anschließenden Aufstiegsspielen gegen den Südwest-Meister SV Waldhof Mannheim kam Heyer beim 2:0-Sieg im Rückspiel zum Einsatz, wodurch die Sportfreunde Lotte in die 3. Liga aufstiegen.
In der Saison 2016/17 zählte Heyer, der fortan von Atalan vermehrt in der Innenverteidigung aufgestellt wurde, erneut zum Stammpersonal und kam in 33 Drittligaspielen (23-mal von Beginn) zum Einsatz, in denen er 2 Tore erzielte. Zur Saison 2017/18 übernahm Oscar Corrochano die Mannschaft, da Atalan zum VfL Bochum gewechselt war. Unter Corrochano und dessen Nachfolger Andreas Golombek kam Heyer wieder überwiegend im defensiven Mittelfeld zum Einsatz und erzielte in 34 Einsätzen (33-mal von Beginn) 3 Tore.

### Hallescher FC
Zur Saison 2018/19 wechselte Heyer innerhalb der 3. Liga zum Halleschen FC, bei dem er einen Einjahresvertrag unterschrieb. Unter Torsten Ziegner spielte er fast ausschließlich in der Innenverteidigung und kam in 36 Spielen (alle von Beginn) in Einsatz, in denen er 3 Tore erzielte. Mit einer Durchschnittsnote von 2,96 wurde Heyer vom Kicker als einer der besten Innenverteidiger der Drittligaspielzeit bewertet.

### Rückkehr nach Osnabrück
Zur Saison 2019/20 kehrte Heyer zum VfL Osnabrück zurück, der zuvor in die 2. Bundesliga aufgestiegen war. Er unterschrieb einen Vertrag mit einer Laufzeit bis zum 30. Juni 2021. Unter dem Cheftrainer Daniel Thioune gehörte Heyer auf Anhieb zu den Stammkräften. Er spielte überwiegend in der Innenverteidigung, kam aber auch im defensiven Mittelfeld und als Rechtsverteidiger zum Einsatz. In 33 Zweitligaspielen (alle von Beginn) erzielte Heyer 6 Tore. Vom Kicker wurde er mit einer Durchschnittsnote von 3,05 hinter Amos Pieper (2,83) und Joakim Nilsson (2,86) vom Meister Arminia Bielefeld gemeinsam mit Timo Beermann vom 1. FC Heidenheim als drittbester Innenverteidiger der Zweitligaspielzeit bewertet. Gemeinsam mit dem VfL erreichte Heyer auf dem 13. Platz den Klassenerhalt.

### Hamburger SV
Mitte September 2020, einen Tag vor dem 1. Spieltag der Saison 2020/21, wechselte Heyer innerhalb der 2. Bundesliga zum Hamburger SV. Der Defensivallrounder unterschrieb einen Vertrag bis zum 30. Juni 2023 und folgte somit seinem Trainer Daniel Thioune. Der 25-Jährige spielte zum Saisonbeginn zunächst in einer Viererkette neben Stephan Ambrosius in der Innenverteidigung, musste am 3. Spieltag aber den verletzten Linksverteidiger und Kapitän Tim Leibold ersetzen. Im Laufe der Hinrunde etablierte sich Toni Leistner an der Seite von Ambrosius. Heyer pendelte in der Folge zwischen defensivem Mittelfeld und der Innenverteidigung, wenn Thioune eine Dreierkette spielen ließ. Ab dem 14. Spieltag kam er in einem 4-3-3-System dann ausschließlich als einziger „Sechser“ zum Einsatz. In einem Interview mit der Hamburger Morgenpost äußerte Heyer im Februar 2021 auf die Frage, auf welcher Position er am liebsten spiele: „Am liebsten in der Innenverteidigung. Allgemein spiele ich noch lieber zentral, als auf Außen. Da man als Fußballer aber generell immer spielen will, ist mir grundsätzlich die Position egal.“ Da sich Leistner und Ambrosius im Laufe der Rückrunde langfristig verletzten, wurde Heyer wieder überwiegend in der Innenverteidigung eingesetzt, pendelte aber teilweise ins defensive Mittelfeld. Der Allrounder kam auf 32 Zweitligaeinsätze, in denen er 2 Tore erzielte. Der HSV belegte nach einer starken Hin- und einer schwachen Rückrunde, in der Thioune für die letzten 3 Spiele durch Horst Hrubesch ersetzt wurde, zum dritten Mal in Folge den 4. Platz.
Zur Saison 2021/22 übernahm Tim Walter die Mannschaft. Nachdem er zunächst im 4-3-3-System als „Achter“ zum Einsatz gekommen war, spielte er ab dem 11. Spieltag als Rechtsverteidiger. Auf dieser Position verdrängte er Jan Gyamerah, der nach der Verletzung von Josha Vagnoman bis dahin Stammspieler gewesen war. Anfang April 2022 verlängerte Heyer seinen Vertrag bis zum 30. Juni 2026. Er beendete die Saison mit 32 Zweitligaeinsätzen (29-mal in der Startelf), in denen er 6 Tore dazu beitrug, dass der HSV auf dem 3. Platz die Relegation um den Aufstieg in die Bundesliga erreichte. Heyer stand in beiden Spielen in der Startelf, jedoch unterlag man Hertha BSC.
Auch in der Saison 2022/23 wurde Heyer mit 27 Ligaeinsätzen (alle von Beginn) häufig eingesetzt, fortan jedoch ausschließlich als Rechtsverteidiger. Der HSV wurde erneut Dritter und unterlag in der Relegation gegen den VfB Stuttgart. In der Saison 2023/24, in der Walter im Februar 2024 durch Steffen Baumgart ersetzt wurde, war Heyer nur noch Reservist. Er kam auf 17 Zweitligaeinsätze, stand jedoch nur 5-mal in der Startelf. In der Saison 2024/25 spielte Heyer unter Baumgart keine Rolle mehr. Er wurde bis Anfang November 2024 4-mal eingesetzt, wobei er einmal in der Startelf stand und ein Tor erzielte. Ende November 2024 wurde Baumgart durch Merlin Polzin ersetzt. Die sportliche Leitung entschied zudem, Heyer und Levin Öztunali aus dem Profikader zu streichen und mit der zweiten Mannschaft trainieren zu lassen, die in der Regionalliga Nord spielte.

### Fortuna Düsseldorf
Ende Januar 2025 einigten sich der HSV und Heyer auf eine Vertragsauflösung, um einen ablösefreien Wechsel zum Ligakonkurrenten Fortuna Düsseldorf zu ermöglichen. Dort traf er auf den Cheftrainer Daniel Thioune, unter dem er bereits beim HSV gespielt hatte.

## Erfolge
- Aufstieg in die 3. Liga: 2016 (Sportfreunde Lotte)
- Meister der Regionalliga West: 2016 (Sportfreunde Lotte)
- Verbandspokalsieger in
  - Sachsen-Anhalt: 2019 (Hallescher FC)
  - Westfalen: 2015 (Sportfreunde Lotte)